# سن استبان (شیلی)
سن استبان (به اسپانیایی: San Esteban) یک شهرستان در شیلی است که در استان لوس آندس (شیلی) واقع شده‌است. سن استبان ۱٬۳۶۱٫۶ کیلومتر مربع مساحت و ۱۷٬۰۹۰ نفر جمعیت دارد و ۸۳۱ متر بالاتر از سطح دریا واقع شده‌است.

## خواهرخوانده
شهر لس آندس (شیلی) خواهرخواندهٔ سن استبان (شیلی) هست.